# Gioviano Cepanico
Gioviano Cepanico, eller Cepario, bedre kendt som Gioviano Ipato (fødsels- og dødsår kendes ikke) var en venetiansk general og statsmand af byzantinsk oprindelse. Han fungerede som magister militum i Venedig i 741.  Under hans styre hjalp han til i kampen mellem Heraclia og Equilio.